# Dedeckera eurekensis
Dedeckera eurekensis là một loài thực vật có hoa trong họ Rau răm. Loài này được Reveal & J.T.Howell mô tả khoa học đầu tiên năm 1976.